# Il suono dei chilometri
Il suono dei chilometri è il primo live dei Tiromancino pubblicato nel 2008, pubblicato in seguito alla partecipazione del gruppo al Festival di Sanremo 2008 con Il rubacuori.
Ristampato nel 2011  come Il Meglio di Tiromancino - I grandi successi dal vivo con etichetta Edel.

## Tracce

### CD 1
1. Quasi 40 (inedito)
2. Il rubacuori (inedito)
3. Intro
4. Angoli di cielo
5. Amore amaro
6. Strade
7. Amore impossibile
8. Nessuna certezza
9. Muovo le ali di nuovo
10. Per me è importante
11. I giorni migliori
12. Un tempo piccolo
13. Conchiglia
14. Un altro mare
15. L'autostrada
16. La descrizione di un attimo

### CD 2
1. L'alba di domani
2. Il pesce
3. È necessario
4. Imparare dal vento
5. Non per l'eternità
6. Poveri uomini
7. Sunshine of your love
8. Due destini

## Classifiche
| Classifica (2008) | Posizione |
| ----------------- | --------- |
| Italia            | 48        |